# Casa de Saboya
La Casa de Saboya (en italiano, Casa Savoia) es una familia originaria de Saboya, que tuvo su solar en el ducado de Saboya y que en el siglo XIX y siglo XX llegó a ostentar las coronas del Reino de Italia y del Reino de España (1871-1873).

## Orígenes
Fue fundada por el noble, Humberto Mano Blanca, nacido en Maurienne. Humberto Mano Blanca, que murió aproximadamente en 1048, obtuvo para su hijo Odón el título de conde de Saboya, con dominios en los Alpes franceses, suizos y el norte de la península italiana. Este último, a través de su matrimonio con Adelaida, heredera de Turín en el Piamonte, logró extender mucho los dominios de su casa. En los siguientes tres siglos, la familia consiguió ampliar sus fronteras en Francia, Italia y Suiza. En 1388, Niza pasó a manos de la familia, «a pacto que no la entregaran nunca ni a los provenzales ni a lo franceses», dando a Saboya una salida al mar. En 1416, Amadeo VIII, conde de Saboya, a través del apoyo del Sacro Emperador Romano Segismundo estableció el Ducado de Saboya y fue su primer duque. Amadeo cedió el ducado a su hijo Luis en 1434 y fundó una orden religiosa en Italia, siendo elegido sumo pontífice por el Concilio de Basilea con el nombre de Félix V en 1440, pero renunció al puesto nueve años más tarde.

Estados italianos en 1494.

Hacia 1536, la autoridad de los duques de Saboya sobre Ginebra había terminado, y la casa perdió todas sus posesiones en Suiza. Ese mismo año, Francisco I, rey de Francia, invadió y ocupó el resto de las posesiones de la familia. Sin embargo, con la derrota de Francia ante España en 1559, la Paz de Cateau-Cambrésis restituyó el Ducado a Manuel Filiberto, décimo duque de Saboya, cuyo hijo Carlos Manuel contraería matrimonio con la Infanta Catalina Micaela de Austria, hija del rey de España, Felipe II, un matrimonio dinástico que asoció a los Saboya a la familia de los Habsburgos.
Bajo Víctor Amadeo II, Saboya se unió a las guerras contra Luis XIV de Francia a finales del siglo XVII. Aunque los franceses lograron muchas concesiones de los duques, Saboya se sumó a la Gran Alianza contra Luis. En 1696, Saboya cerró la paz con Francia por el Tratado de Turín y abandonó la Gran Alianza. Gracias, sin embargo, a que Víctor Amadeo se alió de nuevo con Austria (1703) en contra de Francia en la Guerra de Sucesión Española, los franceses invadieron y devastaron el Piamonte, pero finalmente fueron expulsados por Víctor Amadeo y su primo austríaco, el general Eugenio, príncipe de Saboya, en el asedio a Turín. Por el tratado de Utrecht, Víctor Amadeo recobró todas las tierras tomadas por Francia en el Piamonte, además de ganar el dominio de Sicilia y el título de rey de Sicilia. Además, la mitad de la provincia de Montferrato, que no fue cedida a Saboya en 1631, pasó a la Corona por Austria. En 1720, Saboya intercambió la posesión de Sicilia por la de Cerdeña de Austria, y Víctor Amadeo fue coronado rey de Cerdeña.
En 1831, Carlos Alberto de Saboya fue coronado rey de Cerdeña y duque de Saboya. En 1849, abdicó a favor de su hijo, Víctor Manuel II, quien cedió el Ducado de Saboya y la ciudad de Niza a Francia en 1860 y fue coronado rey de Italia en 1861. Fue sucedido en 1878 por Humberto I, quien fue asesinado en 1900. Su hijo, Víctor Manuel III abdicó en mayo de 1946 a favor del heredero de la corona, Humberto II, quien gobernó hasta junio de ese año, cuando Italia fue proclamada república tras un plebiscito en el que además se manifestó el rechazo de los italianos a la tolerancia que los Saboya tuvieron con Mussolini y el fascismo. Humberto II y su hijo Víctor Manuel fueron a vivir a Portugal poco después. Víctor Manuel III murió en Alejandría, Egipto, en 1947. 

Escudo de armas de la casa de Saboya en 1861, bandera de Italia.

Armas grandes de la casa de Saboya (1890-1946).

Armas de la casa ducal de Saboya-Aosta.

Armas de la casa ducal de Saboya-Génova.

Armas de Amadeo I de Saboya, rey de España.

Víctor Manuel de Saboya y Sajonia Coburgo (n. 1937), hijo de Humberto II, es la actual cabeza de la casa real de Saboya. En el año 2002 le fue permitido volver a Italia, renunciando a su derecho al trono y como un ciudadano regular y leal de la República Italiana.

## Del palacio papal y el Quirinal a la prisión
Víctor Manuel de Saboya, heredero de la monarquía italiana, suprimida en 1946, ingresó el 17 de junio de 2006 en la cárcel de la ciudad italiana de Potenza por la acusación de ser un presunto malhechor, de haber corrompido a funcionarios públicos y de haber organizado un burdel ambulante. Junto con él, han sido encarceladas otras doce personas. También está siendo investigado el hijo de Víctor, Manuel Filiberto.
Este último habría recibido supuestamente dinero por algunas contratas del sector hospitalario y telefónico de Bulgaria, cuando era primer ministro. Algunos miembros de la Cosa Nostra, la mafia de Sicilia, también habrían formado parte de la presunta organización criminal.
De acuerdo con la orden de arresto, firmada por el fiscal Henry John Woodcock, la supuesta organización conseguía permisos legales del monopolio estatal, aunque con sobornos, para máquinas tragamonedas destinadas al casino de juego de Campione d'Italia, un enclave italiano soberano en territorio suizo. De allí, las máquinas eran vendidas ilegalmente a varios países del Este y de los Balcanes.
Tras su detención, la Consulta de Senadores del Reino de Italia, organismo creado por Humberto II en 1955 (existiendo ya la República Italiana), depuso a Víctor Manuel como Jefe de la Casa de Saboya en favor de su primo y rival 
Amadeo de Aosta, alegando que Víctor Manuel se había casado con una mujer sin título nobiliario sin pedir permiso a su padre Humberto II, el último rey, aunque esto había sucedido hacía treinta años.

## Lista de monarcas de la casa de Saboya

### Reyes de Sicilia
- 1713-1720 (como rey de Sicilia) Víctor Amadeo II

### Reyes dePiamonte-Cerdeña
- 1720-1730 (como rey de Cerdeña) Víctor Amadeo II
- 1730-1773 Carlos Manuel III
- 1773-1796 Víctor Amadeo III
- 1796-1802 Carlos Manuel IV
- 1802-1821 Víctor Manuel I
- 1821-1831 Carlos Félix
- 1831-1849 Carlos Alberto
- 1849-1861 (como rey de Cerdeña) Víctor Manuel II

### Reyes deItalia
- 1861-1878 (como rey de Italia) Víctor Manuel II
- 1878-1900 Humberto I
- 1900-1946 Víctor Manuel III
- 1946 (9 de mayo-12 de junio) Humberto II. Último rey de Italia, sólo reinó durante 33 días. Rey en el exilio: 1946-1983.

### Príncipe de Nápoles
- 1937-1946 Víctor Manuel de Saboya y Sajonia-Coburgo-Gotha, Víctor Manuel IV, Rey pretendiente: 1983–2024.

### Monarcas de otros países
- 1871-1873 Amadeo I, rey de España (hijo de Víctor Manuel II)
- 1941-1943 Tomislav II, rey de Croacia (nieto del anterior)

## Cuestión dinástica hoy
Después de la muerte del último rey de Italia Humberto II, en el año 1983, su hijo Víctor Manuel tomó el mando de la Casa, pero Humberto, cuando estaba vivo, no quería a Víctor Manuel como su sucesor porque no apoyaba su matrimonio, y según las leyes de Casa de Saboya dicen, si el padre no apoya el matrimonio y el hijo se casa, el hijo pierde todos sus derechos dinásticos. En este caso los derechos debían pasar al príncipe Amadeo de Aosta, el primo de Víctor Manuel. Sin embargo, Víctor Manuel fue el jefe indiscutible de Casa de Saboya hasta el 2006, cuando el Consejo de la Corona italiana declaró a Amadeo legítimo jefe de la Casa, más sin embargo eso dividió a los monárquicos italianos, porque una fracción aún reconoce a Víctor Manuel. Tras el fallecimiento de Amadeo en 2021, el título de jefe de la Casa de Saboya recae actualmente en su hijo Aimón por el bando de los Aosta; en cuanto a la rama legitimista, Víctor Manuel eliminó la ley sálica y declaró que después de él y su hijo Manuel Filiberto la siguiente en la línea de sucesión es su nieta mayor, la princesa Victoria. Con la muerte de Víctor Manuel en 2024 la jefatura de la Casa de Saboya por el bando legítimista la asumió su hijo Manuel Filiberto